# 티볼리
티볼리(이탈리아어: Tivoli)는 이탈리아 라치오주 로마현에 위치한 코무네다. 로마로부터 동북동쪽으로 30km 정도 떨어진 곳에 위치한다.

## 주요 관광지
- 베스타 신녀의 무덤
- 빌라 아드리아나
- 빌라 데스테

## 경제 및 기반시설
티볼리의 채석장은 대부분의 로마 기념물을 짓는 데 사용되는 특별한 흰색 탄산 칼슘 암석인 트래버어틴을 생산한다. 폭포의 수력은 로마를 밝히는 전기의 일부를 공급한다. 인근 언덕의 경사면은 올리브, 포도원 및 정원으로 덮여 있다. 가장 중요한 지역 산업은 제지(종이 제조)이다.

## 영향
스타일리시한 리조트로서의 티볼리의 명성과 빌라 데스테 정원의 명성은 티볼리 이후의 다른 장소의 이름에 영감을 주었다. 예를 들어 파리(프랑스)의 티볼리 정원과 덴마크 코펜하겐의 티볼리 공원 놀이 공원이 있다.

## 저명한 출신 인물
- 안티누스: 비티니아 출신의 고대 그리스인 청년
- 에밀리오 지노 세그레: 이탈리아계 미국인 물리학자
- 하드리아누스: 로마의 황제
- 니콜라 잘레프스키: 폴란드의 축구 선수

## 기후
| Tivoli의 기후            | Tivoli의 기후 | Tivoli의 기후 | Tivoli의 기후 | Tivoli의 기후 | Tivoli의 기후 | Tivoli의 기후 | Tivoli의 기후 | Tivoli의 기후 | Tivoli의 기후 | Tivoli의 기후 | Tivoli의 기후 | Tivoli의 기후 | Tivoli의 기후 |
| 월                       | 1월           | 2월           | 3월           | 4월           | 5월           | 6월           | 7월           | 8월           | 9월           | 10월          | 11월          | 12월          | 연간          |
| ------------------------ | ------------- | ------------- | ------------- | ------------- | ------------- | ------------- | ------------- | ------------- | ------------- | ------------- | ------------- | ------------- | ------------- |
| 일평균 최고 기온 °C (°F) | 12.3 (54.1)   | 13.8 (56.8)   | 16.0 (60.8)   | 19.1 (66.4)   | 23.6 (74.5)   | 27.8 (82.0)   | 31.6 (88.9)   | 31.3 (88.3)   | 27.6 (81.7)   | 22.5 (72.5)   | 16.9 (62.4)   | 13.3 (55.9)   | 21.3 (70.4)   |
| 일평균 최저 기온 °C (°F) | 1.9 (35.4)    | 2.9 (37.2)    | 4.5 (40.1)    | 7.0 (44.6)    | 10.4 (50.7)   | 14.0 (57.2)   | 16.4 (61.5)   | 16.6 (61.9)   | 14.1 (57.4)   | 10.2 (50.4)   | 6.2 (43.2)    | 3.2 (37.8)    | 8.9 (48.1)    |
| 평균 강수량 mm (인치)    | 74 (2.9)      | 74 (2.9)      | 61 (2.4)      | 66 (2.6)      | 56 (2.2)      | 43 (1.7)      | 28 (1.1)      | 46 (1.8)      | 71 (2.8)      | 89 (3.5)      | 100 (4.1)     | 86 (3.4)      | 800 (31.4)    |
| 출처:                    |               |               |               |               |               |               |               |               |               |               |               |               |               |